# Epithema rennellense
Epithema rennellense är en tvåhjärtbladig växtart som beskrevs av Olive Mary Hilliard och Brian Laurence Burtt. Epithema rennellense ingår i släktet Epithema och familjen Gesneriaceae. Inga underarter finns listade i Catalogue of Life.